# خيطبية هندية
خيطبية هندية (الاسم العلمي:Hyphomicrobium indicum) هي نوع من البكتيريا يتبع جنس الخيطبية من فصيلة الخيطبيات.